# Drugie czytanie (liturgia)
Drugie czytanie – część "Liturgii słowa" we Mszy Świętej. Jest to odczytanie fragmentu Pisma Świętego (najczęściej z listów i Dziejów Apostolskich). Występuje zazwyczaj w niedziele i ważniejsze święta po psalmie responsoryjnym. Czytane jest zazwyczaj przez lektora, ale także księdza i diakona.